# San José de Sisa
San José de Sisa é uma cidade do Peru, situada na região de  San Martín. Capital da província de  El Dorado, sua população em 2017 foi estimada em 8.244 habitantes.